# Lainate
Lainate (milanès: Lainàa) és un municipi italià, situat a la regió de Llombardia i a la ciutat metropolitana de Milà. L'any 2023 tenia 26.228 habitants.